# Молини ди Фаенца (Павија)
Молини ди Фаенца је насеље у Италији у округу Павија, региону Ломбардија.
Према процени из 2011. у насељу је живело 60 становника. Насеље се налази на надморској висини од 105 м.